# Eppur si muove

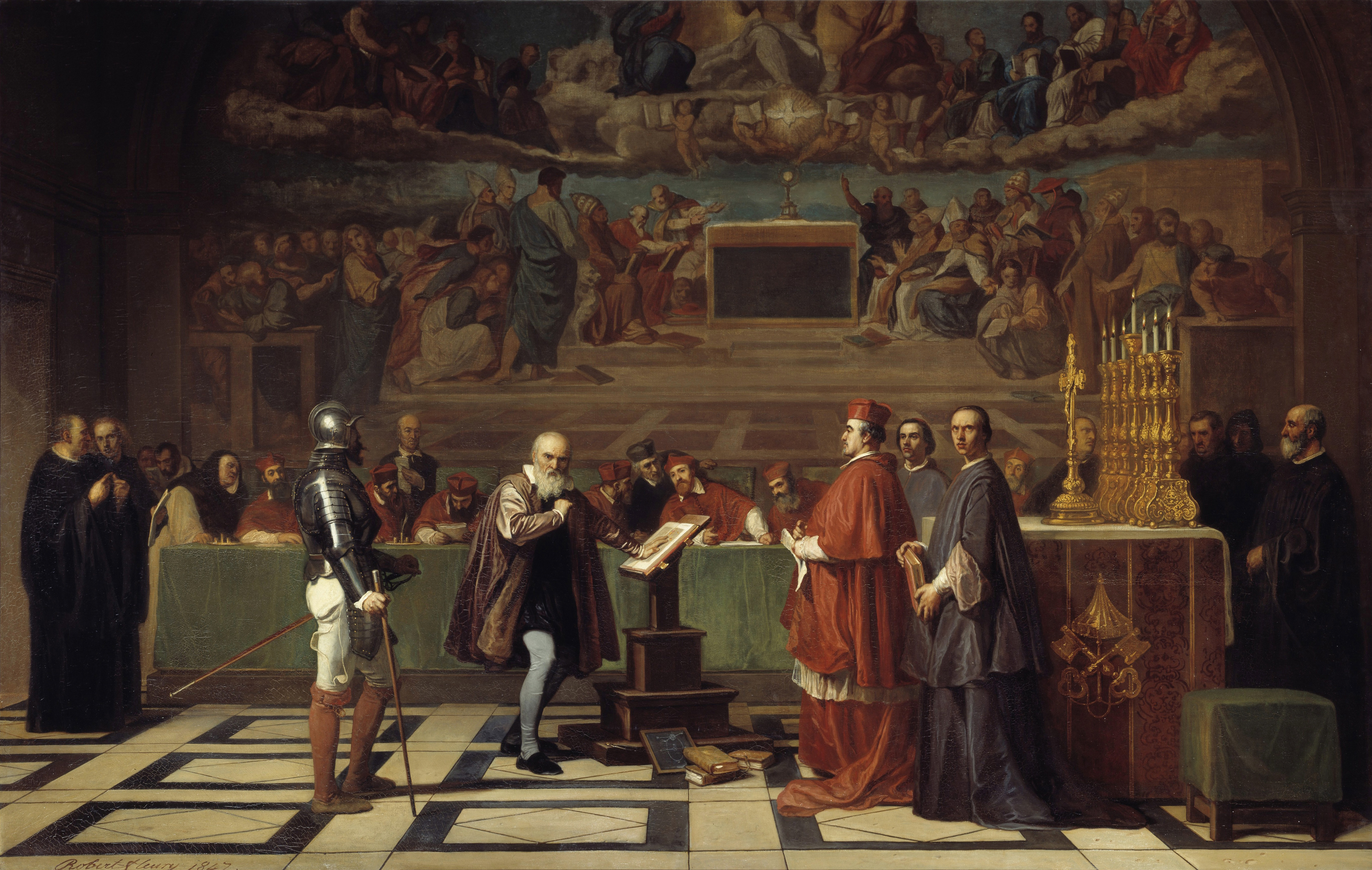
Galileo ante el Santo Oficio, pintura del, por Joseph-Nicolas Robert-Fleury.

«Eppur si muove» o «E pur si muove» (en español: ‘Y, sin embargo, se mueve’) es la hipotética frase en italiano que, según la tradición, Galileo Galilei habría pronunciado después de abjurar de la visión heliocéntrica del mundo ante el tribunal de la Santa Inquisición en 1633.    
En la actualidad, esta frase se usa para expresar que, aunque se niegue la veracidad de un hecho, este hecho es verídico.    

## Verdad o leyenda
El escritor y viajero ilustrado Giuseppe Baretti afirmó que después de la abjuración Galileo pronunció la frase «Eppur si muove» (‘Y, sin embargo, se mueve’). Para Stillman Drake, historiador de la ciencia y experto en la obra de Galileo, no es verosímil que  en ese momento en el que Galileo no se encontraba libre, pronunciara ante el tribunal de cardenales de la Inquisición una frase que contradecía su abjuración. Para Stillman, si esa frase fue pronunciada lo fue en otro momento.
Apócrifa o no, la divisa se ajusta a Galileo por su actitud frente a la autoridad que representaba la Iglesia en las verdades de la fe, y frente a Ptolomeo y Aristóteles en las verdades de la ciencia, ambas verdades acordes con una visión del cosmos en el que la Tierra era el centro alrededor del cual rotaban el resto de cuerpos celestes, y no tanto por ser él quien hubiera planteado la alternativa, pues ésta es copernicana, ni porque la autoridad eclesiástica, entre la que se encontraban amistades y protectores del mismo Galileo, impidiera su estudio o divulgación, pues así se hacía sin problemas en occidente.[cita requerida]
Efectivamente, el Renacimiento era un hervidero de ideas que replanteaban la visión global de la realidad, de la cual la misma Iglesia no era ajena, entre cuyos doctores figuraban no pocas eminencias en filosofía natural, y que tomaban la teoría heliocéntrica como una hipótesis que podía contemplarse, siempre sin desbordar las fronteras de las matemáticas y la física, y en ningún caso poner en duda la realidad convenida en las Escrituras, que para ello tenía Roma censores para revisar y la Inquisición para juzgar. 
La defensa de la visión copernicana en la misma Roma por parte de un ya prestigioso Galileo, forzó en 1616 a su amigo el cardenal Belarmino a la admonición de no divulgar la teoría heliocéntrica. Así lo hizo, retirándose a Florencia y manteniendo una buena relación con la Iglesia. No obstante, durante el pontificado de Urbano VIII, con el que tuvo varias audiencias sobre el asunto, redactó y llevó a censura su Diálogo sobre sistemas máximos, en el que confrontaba los dos sistemas astronómicos planteando, siempre como hipótesis, una teoría heliocéntrica combinable con la exégesis bíblica, pero, por error o dolo, Galileo tomó como oficial y completa lo que según la Iglesia era una revisión oficiosa e incompleta de su libro, publicándolo en Florencia en 1632.
Roma lo interpretó como un incumplimiento de lo proscrito en 1616, procesándolo con casi setenta años. En ese sentido, el proceso fue más por un acto de desobediencia que por la descalificación del sistema ptolemaico establecido y defendido por la Iglesia. Así, la defensa de Galileo versó más en acomodar la nueva teoría heliocéntrica a la hermenéutica canónica, exponiendo el escrito como justamente lo contrario de lo que era acusado, que a desacreditar los hechos bíblicos relegándolos a una interpretación mítica o poética. Su abjuración ante el tribunal de la Inquisición hizo que la sentencia, dictada en la iglesia de Santa María sopra Minerva el 22 de junio de 1633, le condenara a arresto que llevó a cabo en su domicilio de Arcetri.
En todo caso, independientemente de que el renunció al renuncio fuera o no susurrado en el mismo tribunal, el que la teoría copernicana era incontrovertible hacía tan falso el retracto de Galileo como la teoría ptolemaica, así que en los años posteriores al juicio ya debió ser frase comentada en sus círculos y reverberada por su prestigio hasta incorporarse a la tradición oral, y así lo demuestra una pintura española que ya en 1643 retrataba al genio de Pisa escribiendo en la pared de su calabozo su «eppur», imaginado porque entre otras cosas, Galileo no llegó a estar en la cárcel. Sin embargo, hay quien señala a la imaginación del periodista italiano Giuseppe Baretti como la culpable de que la historia recuerde a un Galileo a medio camino entre la valentía y la soberbia replicando al temible tribunal.[cita requerida]
De acuerdo a Stephen Hawking, algunos historiadores creen que este episodio podría haber sucedido después de transferir a Galileo desde su arresto domiciliario a «otra morada, en Florencia», bajo la vigilancia del arzobispo Ascanio Piccolomini. Esa vivienda pudo ser la Villa Il Gioiello, situada en Arcetri.